# 6183 Viscome
6183 Viscome este un asteroid care intersectează orbita planetei Marte.

## Descriere
6183 Viscome este un asteroid care intersectează orbita planetei Marte. Asteroidul prezintă o orbită caracterizată de o semiaxă mare de 2,31 ua, o excentricitate de 0,29 și o înclinație de 19,7° în raport cu ecliptica.